# Chiesa di San Gaetano (Barletta)
La chiesa di San Gaetano è stata fondata nel XVII secolo dall'ordine dei Teatini, giunto a Barletta nei primi anni del secolo. Il complesso edilizio su cui si erge la chiesa era già presente al momento della fondazione ed era sede di una piccola chiesa intitolata a San Giuseppe. Chiesa e convento sono stati poi trasformati, prendendo la denominazione attuale nel 1667.
La chiesa è situata lungo via Cialdini, strada su cui si trovano numerosi altri edifici conventuali, quali quello di San Ruggero, Santa Maria della Vittoria e il Monte di Pietà.

## Storia
La presenza dei chierici regolari, meglio conosciuti come Teatini, a Barletta, risalirebbe alla fine del XVI secolo. La prima chiesa in cui si adattarono ad officiare le celebrazioni fu la chiesa di san Giuseppe. Nella primavera del 1656 iniziarono i lavori per l'edificazione di una nuova chiesa adiacente al fabbricato originario; lavori poi sospesi per due anni a causa della pestilenza sopraggiunta durante quello stesso anno. I lavori terminarono nel 1667.
Quando l'ordine dei Teatini fu soppresso, mediante regio decreto di Murat del 7 settembre 1809, la chiesa passò sotto la giurisdizione del parroco della chiesa di San Giacomo, che a sua volta la affidò ai confratelli della Santissima Trinità. Questi, a loro volta, erano stati cacciati dall'omonima chiesa della Santissima Trinità, in seguito alla soppressione dell'ordine dei Padri Celestini, che fino ad allora vi risiedevano. I confratelli portarono con loro la preziosa reliquia della Sacra Spina della quale erano divenuti custodi con il compito di solennizzarla nella Domenica di Passione. Il fabbricato fu concesso al comune e destinato ad uffici pubblici.

## Architettura

### Interno
La chiesa presenta sei cappelle laterali, tre per ciascun lato, comunicanti tra loro e separate da archi a tutto sesto. Nella seconda cappella a sinistra vi è un pregevole altare di legno dipinto a effetto marmo; qui è custodita la reliquia della Sacra Spina che si espone e si festeggia nella quinta domenica di quaresima.
Dalla terza cappella, attraverso una botola sotterranea si accede alle antiche sepolture; in fondo alla navata centrale c'è un grande cappellone che racchiude l'altare maggiore circondato da un muro semicircolare. Su di esso trovano collocazione cinque tele relative alla vita e alle gesta di San Gaetano, risalenti al XVII secolo; ancora sui muri del presbiterio due grandi tele raffigurano Il sogno di San Giuseppe e la Fuga in Egitto, in un primo tempo attribuite ad Altobello ma poi ascritte alla mano di Paolo De Matteis.
Nella prima cappella a destra è posta una tela attribuita a Cesare Fracanzano, raffigurante la vergine Maria fra i genitori San Gioacchino e Sant'Anna.
Dall'ultima cappella di destra si accede alla sacrestia che illumina tre grandi finestre, ha la volta sorretta da archi a sesto acuto, detta, per la sua forma, volta bastarda. Attraverso una porta della chiesa, scesi pochi gradini si arriva in un locale piuttosto spazioso che, per la forma e gli arrotondamenti della volta, sembra un antico androne, forse quello della casa di tale Roberto Mola.
In corrispondenza delle sei cappelle laterali, di quella centrale e de del portone si aprono altrettante finestre che fanno intravedere il caratteristico bianco delle pareti; il pavimento e composto di mattonelle in cotto. Sul fianco della chiesa si sviluppa il convento la cui facciata appare divisa in tre ordini.

#### Esterno
Nel 2013 la facciata esterna della chiesa di San Gaetano è stata abbellita con l'installazione della scultura in marmo "EcceHomo" di Matteo Faben, scultore veronese.

## Galleria d'immagini

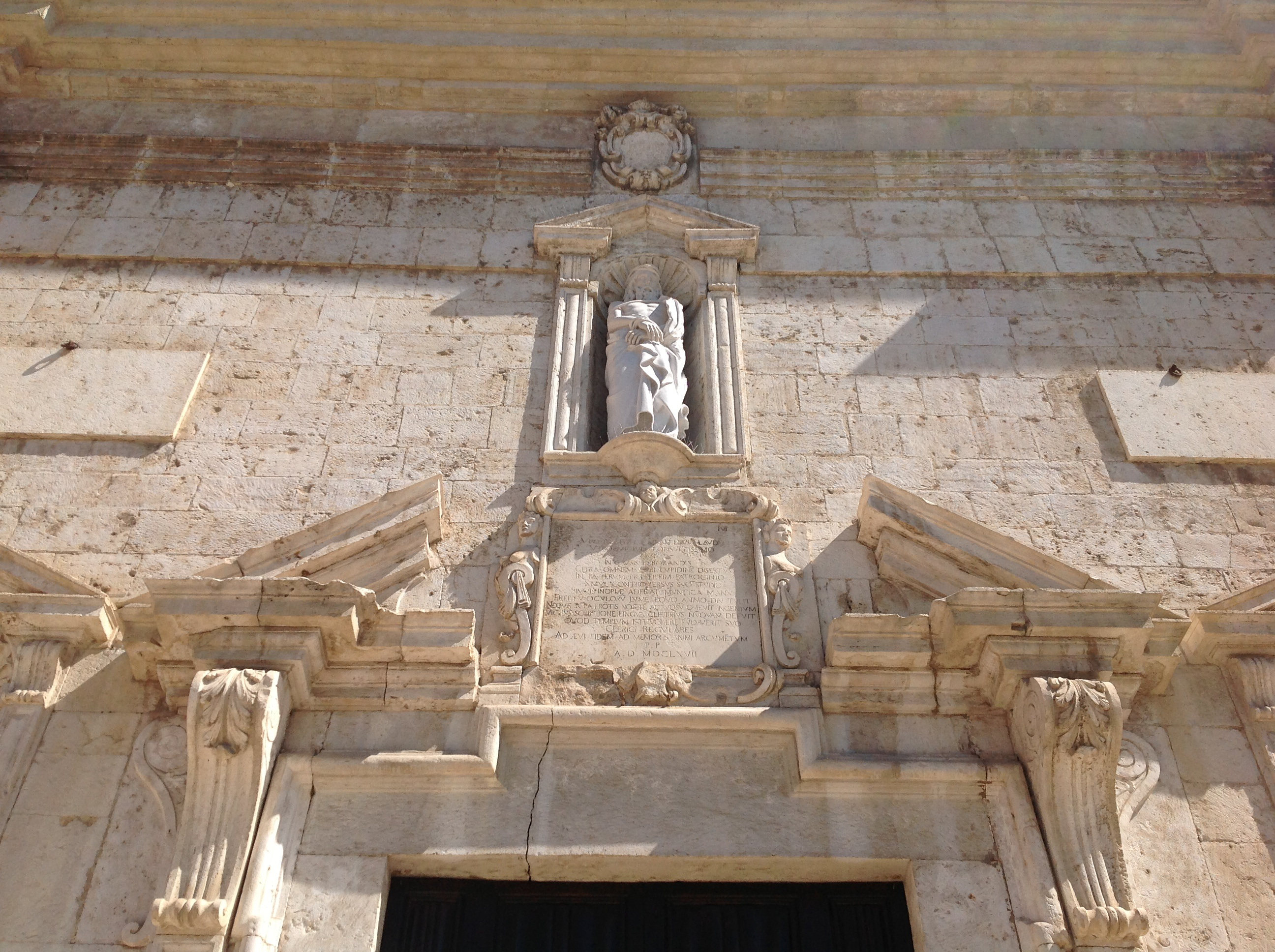
Foto2
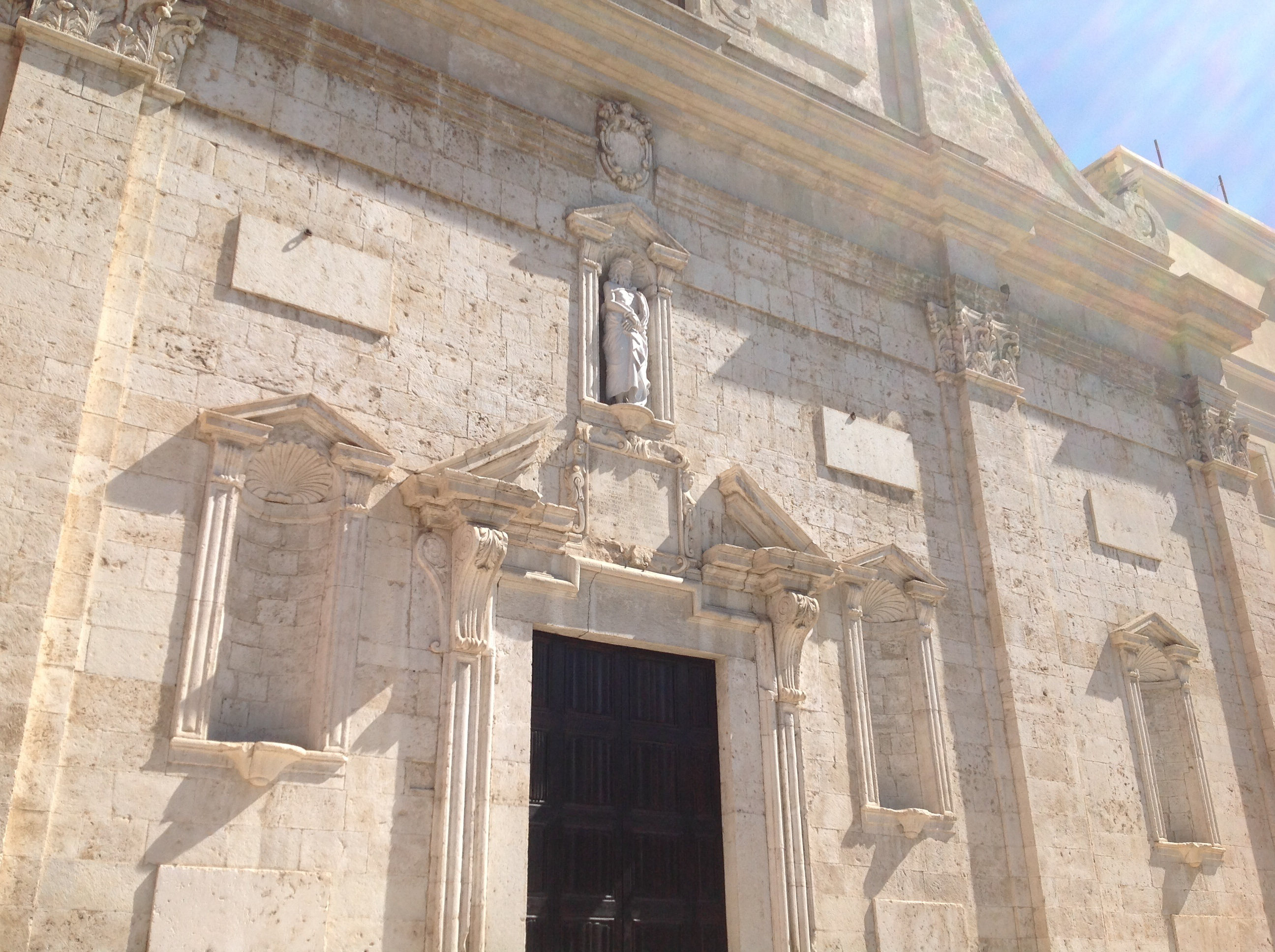
Foto3